# Elecciones al Parlamento Europeo de 1984 (Reino Unido)
En las elecciones al Parlamento Europeo de 1984 en Reino Unido, celebradas en junio, se escogió a los 81 representantes de dicho país para la segunda legislatura del Parlamento Europeo.

## Resultados
| Datos de participación | Datos de participación | Datos de participación |
| ---------------------- | ---------------------- | ---------------------- |
| Censo electoral        | 42.981.348             | 100%                   |
| Votantes               | 13.998.190             | 32,6                   |
| Abstención             | 28.983.158             | 67,4                   |
| A candidatura          | 13.998.190             |                        |

| ← Elecciones al Parlamento Europeo de 1984 → |           |       |         |
| Partido                                      | Votos     | %     | Escaños |
| Partido Conservador (CP)                     | 5.426.821 | 38,77 | 45      |
| Partido Laborista (LP)                       | 4.865.261 | 34,76 | 32      |
| Liberal-SDP Alliance (L-SDP)                 | 2.591.635 | 18,51 | 0       |
| Partido Nacional Escocés (SNP)               | 230.594   | 1,65  | 1       |
| Partido Unionista Democrático (DUP)          | 230.251   | 1,64  | 1       |
| Social Democratic and Labour Party (SDLP)    | 151.399   | 1,08  | 1       |
| Partido Unionista del Ulster (UUP)           | 147.169   | 1,05  | 1       |
| Plaid Cymru (PC)                             | 103.031   | 0,74  | 0       |
| Sinn Féin (SF)                               | 91.476    | 0,65  | 0       |
| Ecology Party (EP)                           | 70.853    | 0,51  | 0       |
| Alliance Party of Northern Ireland (A)       | 34.046    | 0,24  | 0       |
| Partido de los Trabajadores (WP)             | 8.712     | 0,06  | 0       |
| Otros                                        | 46.942    | 0,3   | 0       |